# Еластомери
Еластоме́ри (рос. эластомер; англ. elastomer; нім. Elastomer, Elast) — полімери з високоеластичними властивостями в широкому температурному діапазоні (наприклад, гума, каучуки).